# Joseph von Weber (General)
Joseph Freiherr von Weber (* 28. August 1813 in Wien; † 14. Juli 1906 ebd.) war ein kaiserlicher österreichischer Feldzeugmeister.

## Leben

### Militärkarriere
Er besuchte ab 25. August 1825 in die  Militärakademie von Wiener Neustadt. Danach trat in das 1. Romanen-Grenz-Regiment Nr. 16 ein und wurde am 3. Oktober 1833 zum Leutnant ernannt. Am 1. August 1841 wechselte er zum Infanterie-Regiment Kaiser Nr. 1, nachdem er bereits im Mai 1840 der Militär-Zeichnungskanzlei zugeteilt worden war. Am 29. September 1843 wurde er in den Generalquartiermeisterstab versetzt, wo er am 5. Juni 1846 zum Hauptmann und am 21. Februar 1849 zum Major befördert wurde.  Vom 1. November 1848 bis zum 6. Januar 1849 stand er im Verband der Division Kempen im Feldzug gegen die Ungarn. Am 21. Oktober 1848 kämpfte er in Wien, am 28., 29., 30. Oktober bei Schwadorf und in der Schlacht bei Schwechat. Am 7. November war er an den Verfolgungskämpfen bei Bruck an der Leitha, am 17. und 18. Dezember bei den Treffen von Kittsee und Preßburg beteiligt. Am 31. März 1849 war er an der Beschießung von Komorn beteiligt, am 19. April kämpfte er in der Schlacht von Nagy-Sarlo, am 16. Juni in der Schlacht bei Pered, bei Szegedin und bei Szőreg (4. und 5. August), am 9. August in der Schlacht bei Temesvár und am 15. August bei Lugos. Für seine Leistungen bei Szőreg und Temešvár wurde er am 15. April 1850 mit den Orden der Eisernen Krone III. Klasse für seinen Einsatz bei Pered mit dem russischen Sankt Annen-Orden geehrt. Bis zum 15. April 1849 war er Adjutant im Militärkommando in Preßburg, danach war er Generalstabschef des Reservekorps und am 15. Juli 1850 wurde er zum Oberstleutnant befördert. Im Mai 1854 stieg er zum Oberst auf, wurde am  27. Mai 1859 zum Generalstabschef der 4. Armee ernannt und zum Generalmajor befördert. 
Mit Beginn des Krieges von 1866 war er zunächst Stellvertretender des Kommandierenden Generals Erzherzog Leopold, dann vom 29. Juni bis zum 11. Juli Kommandant des VIII. Korps. Seine Truppen kämpften in der Schlacht bei Skalitz (28. Juni) und am 30. Juni bei Kasow. Nach der Niederlage in der Schlacht bei Königgrätz wurde er am 16. Juli zum Feldmarschallleutnant befördert. Nach dem Krieg wurde er Militär-Kommandant von Peterwardein und übernahm das Kommando über die 23. Infanterie-Truppen-Division. Am 28. Januar 1871 erhielt er das Kommandeurkreuz des Leopoldordens, im gleichen Jahr wurde ihm vom Kaiser die Inhaberschaft über das Infanterie-Regiment Nr. 22 übertragen. Am 24. Oktober 1876 wurde er zum Feldzeugmeister befördert und führte das Präsidium des obersten Militär-Justiz-Senats. Am 1. Mai 1881 wurde er schließlich verabschiedet.

## Familie
Am 21. August 1852 heiratete er Michaeline Melanie Eleonore von Haymerle (* 15. Dezember 1833; †  11. Dezember 1897). Der Ehe entstammen: 
- Joseph von Weber  (* 5. September 1853; †  22. Januar 1930)
- Maximilian von Weber  (* 29. August 1854)